# Реологічно нестаціонарна рідина
Рідина реологічно нестаціонарна (рос. жидкость реологически нестационарная; англ. rheologically non-stationary fluid; нім. rheologisch instationäre Flüssigkeit f) – рідина, в якій при сталій швидкості деформування напруга зсуву зменшується в часі.